# Life : Origine inconnue
Pour les articles homonymes, voir Life (homonymie) et Origine inconnue (homonymie).
Pour plus de détails, voir Fiche technique et Distribution.
Life : Origine inconnue ou Vie au Québec (Life) est un film de science-fiction horrifique américain réalisé par Daniel Espinosa et sorti en 2017.
Il met en scène une équipe de six astronautes qui récupère une sonde revenant de Mars. Celle-ci contient un échantillon de sol, dans lequel une forme de vie est découverte. Elle va échapper au contrôle des astronautes et se répandre dans l'astronef.

## Synopsis
À bord de la Station spatiale internationale (SSI, ou ISS en anglais), six personnes sont en mission. L'Américain  David Jordan est l'officier médical ; le Dr Miranda North, une Britannique, est membre du CDC ; Rory Adams est un ingénieur américain ; le Japonais Sho Murakami est un ingénieur systèmes ; le Dr Hugh Derry, est un exobiologiste britannique. La commandante de mission est la Russe Ekaterina Golovkina. L'équipage réceptionne une sonde revenant de Mars et contenant un échantillon du sol qui pourrait contenir des signes de vie extraterrestre. Hugh Derry relance une cellule dormante de l'échantillon qui se développe rapidement en un organisme multi cellulaire. La mission est vivement suivie sur Terre par la population. Un concours est même lancé pour donner un nom à l'organisme. Des écoliers américains lui donnent le nom de Calvin, en référence au nom de leur école, elle-même nommée en l'honneur de Calvin Coolidge.
Après un accident atmosphérique dans le laboratoire, Calvin devient inactif. Hugh Derry le réanime avec de légers électrochocs, celui-ci devient immédiatement hostile en retour et l'attaque en lui broyant tous les os de la main droite. Alors que Calvin tente de subsister, absorbe un rat de laboratoire et grandit, l'ingénieur du vaisseau Rory Adams entre dans la salle et sauve Derry blessé. Cependant, Calvin attrape Rory par la jambe et le Dr David Jordan, le médecin à bord du vaisseau spatial, verrouille le laboratoire pour isoler Calvin.
Dans le laboratoire isolé, Rory Adams, conscient que la survie de l'équipage est menacée, tente de tuer la créature en la brûlant avec un lance-flammes. Cependant, Calvin reste indifférent et se révèle immunisé par le feu. Le monstre profite de l'effet de surprise pour pénétrer à l'intérieur de la bouche d'Adams, le tuant lentement en dévorant ses organes. En sortant du cadavre de l'ingénieur, Calvin a de nouveau grandi. Il s'échappe par une bouche d'aération sous les yeux médusés et impuissants du Dr Jordan.
Hugh Derry pense que le manque d'oxygène sur la planète Mars est ce qui a maintenu l'organisme inactif. En tentant de communiquer avec la Terre, l'équipage s'aperçoit que les communications sont inopérantes. La commandante Golovkina effectue alors une sortie pour réparer l'antenne. Calvin l'attaque à l'extérieur de la station en rompant le système de refroidissement de son purgeur, ce qui provoque une fuite de liquide qui commence à remplir son casque. Elle refuse d'ouvrir le sas pour demander de l'aide afin que Calvin ne rentre pas dans la station et préfère se noyer dans sa combinaison spatiale. Calvin tente alors d'entrer dans la station en passant par les tuyères des propulseurs. L'équipage essaie d'allumer les propulseurs pour projeter Calvin dans l'espace, loin de la Terre, mais leur tentative échoue et la station perd du carburant.
Les dernières manœuvres ont placé l'ISS sur une dangereuse orbite de rentrée dans l'atmosphère, ce qui provoquerait la combustion de la station dans l'atmosphère terrestre et permettrait peut-être à Calvin d'atteindre la Terre. Le pilote Sho Murakami informe l'équipage qu'ils doivent utiliser le carburant restant pour revenir sur une orbite stable, mais cela permettra à Calvin de rentrer dans la station par une des tuyères. L'équipe prévoit d'endormir Calvin en l'enfermant dans un module étanche puis en évacuant l'air de ce module.
Mais lorsque Hugh fait un arrêt cardiaque, l'équipage se rend compte que Calvin était attaché à sa jambe et se nourrissait de son corps. Devenu une créature tentaculaire plus grande encore, Calvin attaque le reste de l'équipage. Sho s'enferme à l'intérieur d'une capsule de sommeil. Calvin tente de fendre le verre et d'arriver jusqu'à lui, sans succès. David et l'officier de quarantaine Miranda North utilisent le cadavre de Hugh comme appât pour attirer Calvin, loin de Sho, et parviennent à le piéger dans un module pour le priver d'oxygène.
Mais, ayant reçu un appel de détresse de la station avant la panne du système de communication, la Terre a déclenché le plan de confinement niveau C et envoyé une capsule Soyouz pour pousser la station ISS vers l'espace profond. Croyant à une tentative de sauvetage, Sho sort de sa capsule de sommeil et se précipite pour embarquer dans le Soyouz, en essayant de forcer l'ouverture de la trappe d'arrimage. Une fois la trappe ouverte, Calvin l'attaque immédiatement. L'équipage essaie de sauver Sho, mais la rencontre entraîne une rupture d'accostage, ce qui provoque le désarrimage de la capsule, cette dernière s'écrase alors sur la station. Au lieu d'expédier la station ISS vers l'espace, le Soyouz l'a remise en orbite d'entrée dans l'atmosphère.
David et Miranda, les seuls survivants, se rendent compte que l'accident les a de nouveau amenés sur une orbite de rentrée. Conscient que Calvin pourrait survivre à la rentrée atmosphérique, David propose alors d'utiliser les deux capsules de sauvetage, prévoyant d'attirer Calvin avec lui dans l'une d'elles et de la piloter vers l'espace interplanétaire, permettant ainsi à Miranda de s'échapper vers la Terre dans la seconde. David conduit Calvin dans sa capsule et se lance dans l'espace alors que Miranda éjecte la sienne. Calvin attaque David alors qu'il s'efforce d'envoyer sa capsule dans l'espace. Calvin neutralise David et l'empêche de piloter la capsule. Pendant ce temps celle de Miranda est devenue incontrôlable. Elle adresse un message d'alerte à la Terre via la boîte noire de sa capsule.
Une capsule commence sa rentrée atmosphérique et atterrit en mer près de deux pêcheurs vietnamiens. On ne sait pas si c'est celle de Miranda ou celle de David. À mesure que les pêcheurs s'approchent de la paroi vitrée de la capsule, on comprend qu'il s'agit de celle de David, prisonnier de Calvin qui l'a enveloppé dans une toile et commence à l'absorber. Dans l'espace, le système de navigation de Miranda est tombé en panne et sa capsule, hors de tout contrôle, se perd dans le cosmos sous ses hurlements de terreurs. David, sur le point d'être dévoré par Calvin, essaie de dire aux pêcheurs de ne pas tenter de le sauver. Ceux-ci, ne comprenant pas ses protestations, ouvrent la porte de la capsule, alors que deux autres bateaux de pêche arrivent.

## Fiche technique
Sauf indication contraire, les informations mentionnées dans cette section peuvent être confirmées par la base de données cinématographiques IMDb,  présente dans la section « Liens externes ».
- Titre original : Life
- Titre français : Life : Origine inconnue
- Titre québécois : Vie
- Réalisation : Daniel Espinosa
- Scénario : Rhett Reese et Paul Wernick
- Musique : Jon Ekstrand
- Direction artistique : Marc Homes et Nigel Phelps
- Costumes : Jenny Beavan
- Photographie : Seamus McGarvey
- Montage : Paul Tothill
- Production : David Ellison, Dana Goldberg, Bonnie Curtis et Julie Lynn
- Sociétés de production : Skydance Media ; Columbia Pictures et Sony Pictures Entertainment (coproductions)
- Sociétés de distribution : Sony Pictures (États-Unis), Sony Pictures Releasing France (France)
- Budget : 58 millions de dollars[2]
- Pays de production :  États-Unis
- Langue originale : anglais
- Format : couleur — 35 mm — 2,35:1 — son Dolby Surround 7.1 | Dolby Digital | Dolby Atmos | DTS | IMAX 6-Track | 12-Track Digital Sound
- Genre : science-fiction, horreur, thriller
- Durée : 104 minutes[3]
- Dates de sortie[4],[5] :
  - États-Unis : 18 mars 2017 (festival South by Southwest) ; 24 mars 2017 (sortie nationale)
  - France : 19 avril 2017
- Classification :
  - France : interdit aux moins de 12 ans

## Distribution
- Jake Gyllenhaal (VF : Rémi Bichet ; VQ : Martin Watier) : Dr David Jordan
- Rebecca Ferguson (VF : Laura Blanc ; VQ : Laurence Dauphinais) : Dr Miranda North
- Ryan Reynolds (VF : Franck Lorrain ; VQ : François Godin) : Rory « Roy » Adams
- Hiroyuki Sanada (VF : Stéphane Fourreau ; VQ : Christian Perrault) : Sho Murakami
- Ariyon Bakare (VF : Frantz Confiac ; VQ : Fayolle Jean Jr.) : Dr Hugh Derry
- Olga Dihovichnaya (VF : Émilie Beauregard ; VQ : Nathalie Coupal) : la commandante de mission Ekaterina "Kat" Golovkina
- Naoko Mori : Kazumi, la femme de Sho

 Source et légende : version française (VF) sur RS Doublage ; version québécoise (VQ) sur Doublage.qc.ca

## Production

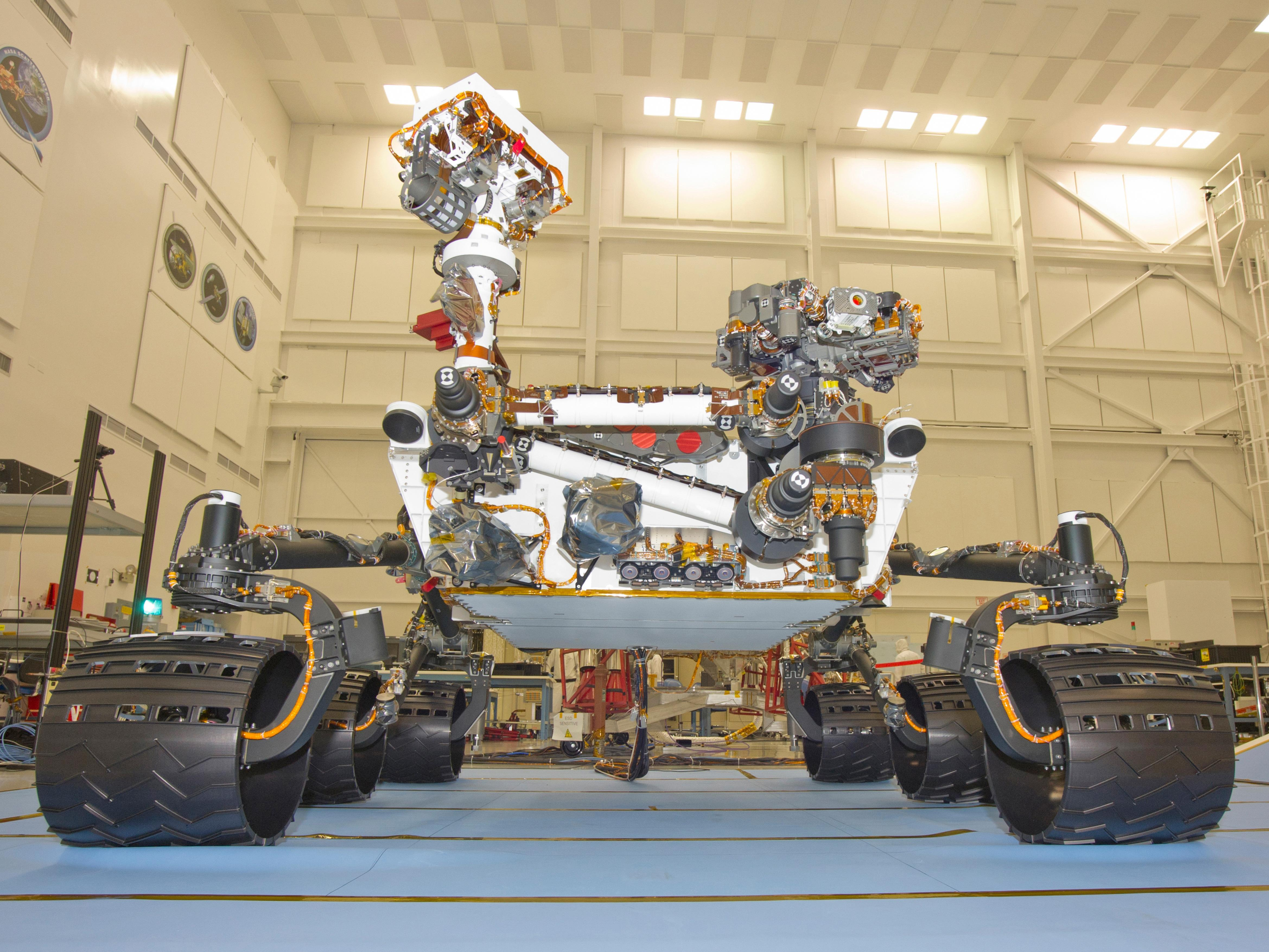
Face avant du rover Curiosity de la mission Mars Science Laboratory, qui a donné l'idée de base du film.

### Genèse et développement
Le producteur David Ellison explique l'origine du scénario : « Dana Goldberg et moi avons eu l’idée initiale à l’époque où Curiosity venait d’atterrir. Que se serait-il passé si le rover avait découvert une vie unicellulaire sur Mars et l’avait rapportée à bord de l’ISS pour analyse ? Une fois que cette forme de vie se serait trouvée dans des conditions propices à son développement, elle aurait commencé à grandir… Et comme c’est toujours le cas avec l’espèce humaine, nous aurions cherché – avec les meilleures intentions du monde – à l’analyser et elle se serait révélée hostile. Cela transforme le film en un thriller de science-fiction horrifique incroyablement tendu dans l’ISS, à gravité zéro. »
Pour développer une partie du scénario ainsi que la créature, la production a fait appel à un consultant scientifique, le Dr Rutherford. Ce dernier explique son apport : « Nous voulions un alien qui ne ressemble à rien de connu et qui soit en plus scientifiquement intéressant ; une créature plausible et terrifiante à la fois. J’ai choisi de faire remonter l’apparition de cette forme de vie sur Terre il y a approximativement deux milliards d’années. Elle aurait été expulsée de notre planète, sans doute à la suite d'un impact de météorite. Elle provient de la Terre, mais elle a disparu pendant plusieurs millions, voire milliards d’années. C’est ce qui donne à Derry une piste pour la réveiller ». Il avoue s’être inspiré des slime molds, protistes ou amibozoaires, des micro-organismes à organisation cellulaire simple.
C'est le quatrième film américain du réalisateur suédois Daniel Espinosa, après Easy Money (2010), Sécurité rapprochée (2012) et Enfant 44 (2015).

### Attribution des rôles
Ryan Reynolds retrouve pour ce film les deux scénaristes de Deadpool, Rhett Reese et Paul Wernick. Initialement, il devait tenir le rôle-titre du Dr David Jordan mais a dû incarner un rôle secondaire en raison d'un conflit d'emploi du temps avec le tournage du film Hitman and Bodyguard.
En mars 2016, Jake Gyllenhaal rejoint la distribution du film.

### Tournage
Le tournage débute le 19 juillet 2016 aux studios de Shepperton, près de Londres.

### Musique
La musique du film est composée par Jon Ekstrand.
Liste des titres
1. Welcome to the ISS - 4:31
2. It's Alive - 3:54
3. Like a Bird - 2:10
4. Dance - 1:39
5. New Best Friends - 1:29
6. Need a Hand? - 3:11
7. Not the Face - 1:21
8. Sprinkler Systeme - 4:14
9. Spacewalk - 5:36
10. Thrusters - 3:54
11. Up, Up - 4:39
12. I Thought They Came to Rescue Us - 4:29
13. Goodnight, Earth - 3:45
14. Where Are You? - 5:26
15. Godspeed, Doctor - 5:02
16. The Long Way Back - 2:40

## Accueil

### Critiques
Sur l'agrégateur américain Rotten Tomatoes, le film récolte 67 % d'opinions favorables pour 249 critiques. Sur Metacritic, il obtient une note moyenne de 54⁄100 pour 44 critiques.
En France, le site Allociné propose une note moyenne de 3,3⁄5 à partir de l'interprétation de critiques provenant de 23 titres de presse.

### Box-office
| Pays ou région    | Box-office      | Date d'arrêt du box-office | Nombre de semaines |
| ----------------- | --------------- | -------------------------- | ------------------ |
| États-Unis Canada | 30 234 022 $    | 1er juin 2017              | 10                 |
| France            | 511 439 entrées | 28 mai 2017                | 6                  |
| Total mondial     | 100 541 806 $   | 30 juillet 2017            | 17                 |

## Autour du film
- Dans les éditions DVD et Blu-ray du film, les bonus proposent notamment une scène supplémentaire d'une durée de trois minutes, présentée sous forme de court métrage[20],[21].
- Des fans du film et du personnage de comics Venom ont répandu la théorie selon laquelle Life: Origine inconnue serait la préquelle de l'adaptation cinématographique du supervilain[22]. La proportion prise par la rumeur a finalement poussé le réalisateur a démentir cette théorie[23],[24]

### Article de presse
- David Fontaine, « Les films qu'on peut voir à la rigueur : Life, origine inconnue », Le Canard enchaîné, Paris, 19 avril 2017, p. 6  (ISSN 0008-5405)